# Синий патентованный V
Синий патентованный V (2-[(4-диэтиламинофенил)(4-диэтиламино-2,5-циклогексадиен-1-илиден)метил]-4-гидрокси-1,5-бензолдисульфонат кальция) — органическое соединение, трифенилметановый краситель с химической формулой C54H62N4O14S4Ca. Вместо кальциевой соли может также использоваться натриевая. Выглядит как красновато-синий порошок. Входит в Кодекс Алиментариус под названием E131, применяется как пищевой краситель.
Синонимы: патентованный голубой, patent blue, patent blue V, patent blue violet, food blue 5, sulphan blue, acid blue 1, E131, C. I. 719,  C. I. 42051.

## История
Впервые получено Германном в 1888 году. Старый промышленный способ получения, применяемый в MLB, начинался из 3-нитробензальдегида, затем нитрогруппа замещалась гидроксилом.

## Свойства

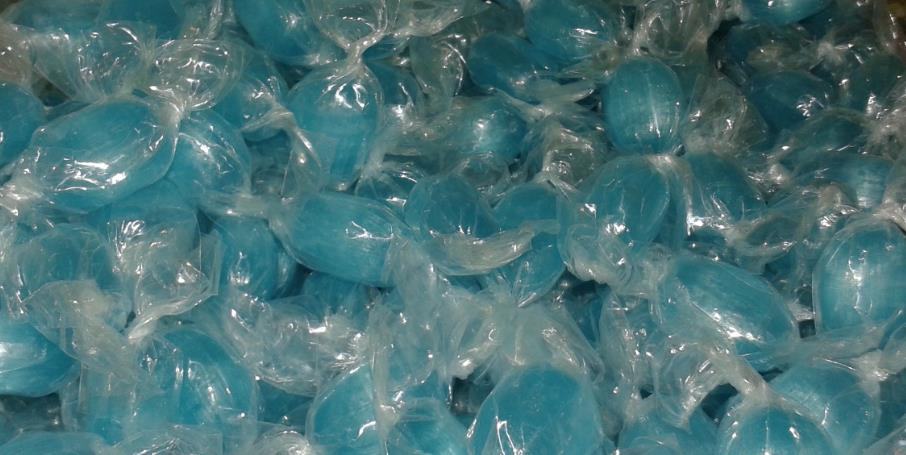
Конфеты с добавлением E131.

Красновато-синий порошок, также выпускается в гранулированной форме. Молярная масса составляет 579,72 г/моль. Водные растворы имеют голубой цвет, для кальциевой соли максимум поглощения λmax = 638 нм, получаемый цвет аналогичен растворам бриллиантового голубого FCF.
Цвет красителя зависит от рН. В водном растворе его цвет будет варьироваться от тёмно-синего в щёлочной или слабокислой среде до жёлто-оранжевого в более сильнокислой среде. Он полезен в качестве индикатора pH в диапазоне 0,8–3,0. Структура также чувствительна к окислительно-восстановительному потенциалу, изменяясь от восстановленной жёлтой формы до окисленной красной формы в растворе. Восстановительный потенциал около 0,77 вольт аналогичен потенциалу других трифенилметановых красителей. Его можно использовать в качестве обратимого окислительно-восстановительного индикатора в некоторых аналитических методах. Ранее считалось, что подобные свойства краситель имеет благодаря наличию гидроксогруппы в мета-положении относительно центрального углерода, однако более поздние исследования опровергли эти утверждения и показали, что большее влияние здесь оказывает сульфогруппа в орто-положении.

## Получение
Синтезируют путём конденсации 3-гидроксибензальдегида и диэтиланилина, затем продукт реакции сульфируют, получая лейкооснование. Лейкооснование красителя окисляют до натриевой соли, которую преобразовывают в кальциевую реакцией с хлоридом кальция.
Существуют две основных промышленных формы красителя. Первая — кальциевая соль с содержанием вещества не менее 85 % и алюминиевый лак с содержанием красителя в диапазоне 10—40 %.

## Применение

### Пищевая промышленность
Синий патентованный V не нашёл широкого применения в пищевой промышленности. Тем не менее, он зарегистрирован в качестве пищевой добавки Е131 и законно применяется в некоторых странах. Например, в Европе его можно найти в шотландских яйцах, желейных конфетах, некоторых желатиновых десертах и других продуктах питания. Важным преимуществом красителя является его очень глубокий цвет, который он даёт даже при низкой концентрации. Недостатком же является то, что он довольно быстро тускнеет под воздействием света.

### Медицина
В медицине Синий патентованный V используется в лимфангиографии и биопсии сигнального узла в качестве красителя для окрашивания лимфатических сосудов.

## Безопасность
Синий патентованный V запрещён в некоторых странах, среди них Норвегия, США и Австралия из-за подозрения на потенциальную аллергенность. Краситель может вызывать аллергические реакции с симптомами, варьирующимися от зуда и крапивной сыпи до тошноты, гипотензии и в редких случаях анафилактического шока.
При повторной оценке в 2013 году Европейское агентство по безопасности пищевых продуктов (EFSA) пересмотрело допустимое суточное потребление (ДСП) красителя в сторону снижения раннее установленных значений. Уровень, не вызывающий видимых отрицательных эффектов (УНВОЭ) составил 500 мг/кг массы тела животного, для людей ДСП составляет 5 мг/кг массы тела.
Исследование, проведённое в 1987 году Международным агентством по изучению рака (МАИР) пришло к выводу, что Синий патентованный V является канцерогеном для крыс. С другой стороны, он остаётся неклассифицируемым по своей канцерогенности для человека (Группа 3 по данным МАИР).